# Santa Cruz (kommun), Rio Grande do Norte
Santa Cruz är en kommun i Brasilien.   Den ligger i delstaten Rio Grande do Norte, i den östra delen av landet, 1 700 km nordost om huvudstaden Brasília. Antalet invånare är 35 759.
Följande samhällen finns i Santa Cruz:
- Santa Cruz

Omgivningarna runt Santa Cruz är huvudsakligen savann. Runt Santa Cruz är det ganska tätbefolkat, med 52 invånare per kvadratkilometer.